# Jack Stauber
Jack Stauber (Estados Unidos; 6 de abril de 1996) es un músico, cantautor, productor, animador y diseñador estadounidense originario de Pittsburgh, Pensilvania. Es conocido por sus extraños vídeos musicales de estética VHS hechos a imagen real, animación en volumen, animación por computadora y el sentido del humor surrealista que se refleja en sus canciones, Abordando temas como traumas y hasta el suicidio en sus obras, con un fuerte eclecticismo a la hora de componer. Varios de sus temas musicales han sido utilizados como memes en YouTube y TikTok lo que ha contribuido a su popularidad.

## Trayectoria
Stauber formó parte de la banda Joose, en la que tocó varios shows en vivo y lanzó múltiples álbumes a partir de 2014. En su canal de YouTube ha subido varios shows y sencillos en vivo. También fue el cantante principal de la banda Zaki. De un tiempo a la fecha se ha centrado en su carrera como músico solista y ha lanzado 4 álbumes desde 2013. Desde 2018 empezó a trabajar para Adult Swim, creando cortometrajes para el show y aprovechando para popularizar su música. En la misma etapa comenzó a utilizar el término "micropop", que se refiere a temas de pop que duran de 30 segundos a 1 minuto. A la fecha ha lanzado más de 100 canciones en dicho estilo, contando el lanzamiento de 6 EPs en 2018. Estos EPs contienen canciones extendidas que ya había lanzado dentro de su género, el micropop. Entre sus canciones más famosas se destacan Buttercup, Oh Klahoma, Dead Weight, Two Time y Baby Hotline.
En su ya mencionado canal de YouTube con más de 3,17 millones de subscriptores, además de canciones sube animaciones caricaturescas que cuentan historias inventadas por el mismo.

## Discografía

#### Con Joose
- 2016: Joose

#### Con Zaki
- 2018: Zaki

#### Como solista
- 2013: Finite Form
- 2015: Viator
- 2017: Pop Food

- 2018: HiLo

#### EPs
- 2017: Reviator
- 2018: Inchman / Two Time
- 2018: Cheeseburger Family / Fighter
- 2018: The Ballad of Hamantha / Today Today / Al Dente
- 2019: Baby Hotline / Tea Errors
- 2019: Deploy / Those Eggs Aren't Dippy / Out the Ox
- 2020 Dinner Is Not Over / There's Something Happening / Keyman / Cupid